# Cornuspirella
Cornuspira es un género de foraminífero bentónico de la subfamilia Cornuspiroidinae, de la familia Cornuspiridae, de la superfamilia Cornuspiroidea, del suborden Miliolina y del orden Miliolida. Su especie tipo es Cornuspira diffusa. Su rango cronoestratigráfico abarca el Holoceno.

## Clasificación
Cornuspira incluye a la siguiente especie:
- Cornuspirella diffusa